# Битва под Солами
Битва под Солами произошла 26 июня 1794 года во время польского восстания под руководством Тадеуша Костюшко.

## Битва
Битва произошла, когда литовские войска (около 4 тыс. чел.) под командованием генерал-лейтенанта Якуба Ясинского, выступив на Ошмяны, натолкнулись на лагерь русских войск под селом Солы. Русскими войсками (около 5 тыс. чел.) командовал полковник Леонтий Леонтьевич Беннигсен. Русские размещались в двух лагерях на противоположных берегах р. Ошмянка. Главные силы литовских войск разбили русские передовые части, стоявшие под Жупранами, а затем обрушились на русский лагерь, расположенный на левом берегу Ошмянки. После яростного боя Якуб Ясинский взял село Солы. Между тем отряд полковника Стефана Грабовского (полк косиньеров, 200 кавалеристов и 2 орудия) переправился на правый берег реки и атаковал другой русский лагерь. Русские отступили под натиском Я. Ясинского, перешли на правый берег реки, уничтожив за собой переправы и напали на отряд Грабовского. Якуб Ясинский не смог оказать помощи Стефану Грабовскому, который был разбит и потерял 2 орудия. Вечером литовцы отступили в Слоботку, а на следующий день в Шумск.
В награду за победу в битве под Солами полковник Леонтий Беннигсен получил чин генерал-майора.